# Benoît Piedboeuf
Pour les articles homonymes, voir Piedbœuf (homonymie).
 (septembre 2024).
 (mai 2022).
Si vous disposez d'ouvrages ou d'articles de référence ou si vous connaissez des sites web de qualité traitant du thème abordé ici, merci de compléter l'article en donnant les références utiles à sa vérifiabilité et en les liant à la section « Notes et références ».
Benoît R.V.T. Piedboeuf, né le 6 avril 1959 à Musienéné (Kivu, Congo), est un homme politique belge wallon, membre du MR.

## Biographie

### Activités politiques
Il est bourgmestre de la commune de Tintigny depuis 1999 et président provincial du MR pour la province de Luxembourg depuis janvier 2013, député fédéral depuis 2014 et chef de groupe MR à la Chambre des représentants depuis octobre 2019.
Benoît Piedboeuf fait ses débuts en politique en 1989, comme premier échevin à la commune de Tintigny, commune francophone de Belgique. En 1999, il devient Bourgmestre, poste qu'il occupe depuis. En 2003, il devient député permanent à la tête de la division économique, des services techniques et de la compétence d'achat d'oeuvres d'art. Durant son mandat de député permanent, Benoît Piedboeuf a contribué à de nombreux projets comme, par exemple, création d'une cellule spécifique de coordination chantier et sécurité ou encore création d'une cellule économique au service des entreprises et des organismes d’aide aux PME. 
En 2014, à la suite des élections, il devient député fédéral, effectif en Commissions Finances, Santé, Comptabilité et SECAL et suppléant dans les  Commissions de Droit commercial, Infrastructure, Relations extérieures, Naturalisations, Questions scientifiques
En 2019, il poursuit au parlement fédéral. Effectif en Commission Finances, Premier VP en Commission Comptabilité, Président de la sous-commission Cour des Comptes, Effectif en Commission Des Poursuites et en Concertation, suppléant dans les Commissions Climat, Santé, Dépenses électorales, Infrastructure, Naturalisations, Pétitions 
Il est Chef de groupe du MR depuis le 31 octobre 2019.
Il est élu député à la Chambre des représentants à la suite des élections législatives fédérales belges de 2024.

### Activités personnelles
En dehors de la politique, il est également très actif dans la culture et le développement de son territoire. Président des Jeunesses Musicales du Luxembourg Belge, président du Gaume Jazz Festival, Président du Parc Naturel de Gaume, Président du Centre d'Art Contemporain du Luxembourg Belge,...

## Décoration
- Officier de l'ordre de Léopold (2024)[2]